# Les Immortels (film, 2011)
Pour les articles homonymes, voir Immortel.
Pour plus de détails, voir Fiche technique et Distribution.
Les Immortels (Immortals) est un péplum américain réalisé par Tarsem Singh et sorti en 2011. Écrit par Charley Parlapanides et Vlad Parlapanides, il met en scène Henry Cavill dans le rôle de Thésée, Mickey Rourke dans celui de Hypérion et Freida Pinto en Phèdre. Produit par Universal Pictures, ce film s'inspire librement de plusieurs mythes grecs, principalement de la Titanomachie et de l'affrontement entre Thésée et le Minotaure.

## Synopsis
Le roi de Crète, Hypérion (Mickey Rourke), sert les desseins maléfiques de ses ancêtres les Titans, les ennemis de toujours des dieux de l'Olympe. Ses armées sèment la désolation en Grèce et sont à la recherche du légendaire Arc d’Épire, une arme au pouvoir considérable. Le possesseur de l'arme serait capable de libérer les Titans du Tartare où les dieux les ont emprisonnés jadis. Hypérion est déterminé à trouver l'arc et à libérer les Titans pour renverser les dieux de l'Olympe.
Face à eux, un jeune inconnu, Thésée (Henry Cavill), qui a juré de venger la mort de sa mère, égorgée sous ses yeux par Hypérion, se voit secrètement chargé par Zeus (Luke Evans) de retrouver l'arc afin d'empêcher la libération des Titans. Thésée rencontre l'oracle sibyllin, Phèdre (Freida Pinto), dont les visions prémonitoires la persuadent que Thésée est le seul à pouvoir agir contre Hypérion. Elle le rejoint dans sa quête et l'aide à rassembler une bande de partisans pour rechercher l'arc.
À la suite d'une vision de l'oracle, Thésée retourne à son village pour enterrer sa mère. Après avoir déposé son corps dans le labyrinthe funéraire, il trouve dissimulé dans un rocher, l'arc d'Épire. Il est attaqué par « la Bête », le bourreau d'Hypérion, qui se déguise avec une tête de taureau (allusion au Minotaure). Après un rude combat, Thésée tue son adversaire et le décapite. Lorsqu'il sort du tombeau, il aperçoit ses compagnons aux prises avec des soldats d'Héraklion et les tue grâce à l'arc, capable de créer des flèches d'énergie d'une puissance destructrice. Le héros, l'oracle et les 2 autres esclaves se dirigent ensuite vers le monastère des Sibylles, où ils pensent trouver Hypérion. Mais ce dernier assiège déjà le Tartare, où s'est réfugiée la population.
Le groupe est soudainement réveillé par des cris. Ils comprennent que les 3 compagnes de Phèdre sont enfermées dans un taureau métallique posé sur un feu. Ils les libèrent, mais sont attaqués par les hommes d'Hypérion. Un chien, contrôlé à distance par un conseiller du roi s'empare de l'arc et parvient à s'enfuir. Alors que tout semble perdu, Athéna et Arès se matérialisent, malgré l'interdiction de Zeus, qui considère que les dieux n'ont pas à interférer dans les affaires des humains. Le dieu de la Guerre massacre les assaillants puis Athéna offre à Thésée et à ses compagnons des chevaux pour atteindre rapidement Tartare. Mais Zeus surgit à son tour, furieux qu'on ait désobéit à ses ordres. Athéna le supplie de lui pardonner, mais Arès se justifie. De rage, l'Assembleur de Nuées le tue au moyen d'un fouet enflammé. Il annonce ensuite à Thésée qu'il est seul.
Les compagnons se dirigent ensuite vers le Tartare. Les portes sont épaisses et les habitants sont confiants, mais Hypérion parvient à détruire la porte grâce à l'arc d'Épire, effrayant les habitants qui battent en retraite. Thésée parvient cependant à les galvaniser avant que l'infanterie du roi de Crète n'attaque. Les Grecs résistent tant bien que mal. Le roi ennemi profite de la confusion pour s'introduire seul dans la forteresse. Thésée le repère, mais trop tard pour l'empêcher de détruire la prison des Titans. Les dieux aux grand complet apparaissent alors, pour combattre leurs ennemis. Sur l'injonction de Zeus, Thésée part pour tuer Hypérion. Les Titans attaquent alors. Les dieux parviennent à en tuer un grand nombre, mais sont peu à peu exterminés. Seul Zeus et Poséidon s'en sortent vivants, tandis que Thésée parvient à tuer Hypérion, non sans être mortellement blessé. Voyant que la situation est perdue, Zeus fait s'effondrer la montagne, éliminant ainsi les forces restantes d'Hypérion et emmène avec lui les corps d'Athéna et de Thésée (ce dernier se voit décerner une place parmi les dieux sur l'Olympe).
Plusieurs années plus tard, la bravoure dont Thésée a fait preuve est devenue légendaire, et Phèdre a donné naissance à son fils Acamas. Le vieil homme affirme à Acamas qu'il devra faire preuve de la même bravoure que son père, car le mal n'est jamais éradiqué pour de bon. Acamas a ensuite une vision des dieux et des titans en train de se battre les uns contre les autres.

## Fiche technique
Sauf indication contraire, les informations mentionnées dans cette section peuvent être confirmées par la base de données cinématographiques IMDb,  présente dans la section « Liens externes ».
- Titre original : Immortals
- Titre français : Les Immortels
- Réalisation : Tarsem Singh
- Scénario : Charley Parlapanides et Vlad Parlapanides
- Musique : Trevor Morris
- Décors : Tom Foden
- Costumes : Eiko Ishioka et Simonetta Mariano
- Photographie : Brendan Galvin (de)
- Montage : Wyatt Jones et Stuart Levy
- Direction artistique : Jean Kazemirchuk, Michael Manson et Michele Laliberte (directeur artistique superviseur)
- Production : Mark Canton, Ryan Kavanaugh et Gianni Nunnari ; Jamie Marshall et Nico Soultanakis (producteurs associés)
  - Production exécutive : Craig J. Flores, Tucker Tooley, Tommy Turtle et Jeff G. Waxman
- Sociétés de production : Universal Pictures, Relativity Media, Atmosphere Entertainment MM et Hollywood Gang Productions
- Société de distribution : Relativity Media
- Sociétés des effets spéciaux : ScanlineVFX, Modus Fx, NeoReel et Tippett Studio
- Sociétés des effets visuels : ReThink VFX, Image Engine Design et Rodeo FX
- Budget : 115 000 000 de dollars
- Pays de production :  États-Unis
- Langue originale : anglais
- Format : Couleur - 2.35 : 1 - 35 mm - son Dolby Digital
- Durée : 110 minutes
- Dates de sortie[1] :
  - États-Unis et Canada : 11 novembre 2011
  - France : 23 novembre 2011
- Classification[2] :
  - États-Unis : R
  - France : tous publics avec avertissement

## Distribution

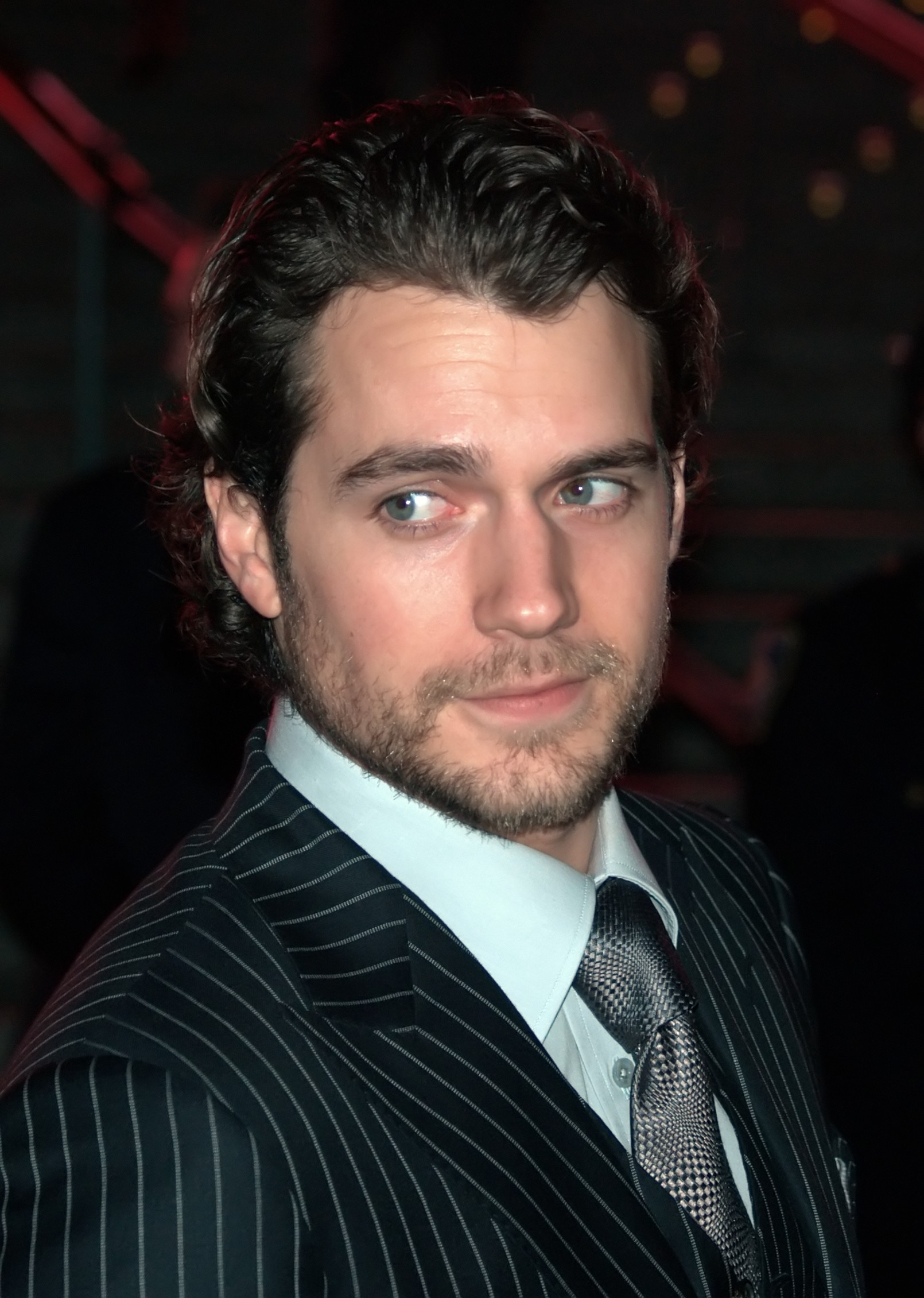
Henry Cavill (ici en 2009) interprète Thésée dans le film.

Source doublage : Version Française = VF et Version Québécoise = VQ
- Henry Cavill (VF : Denis Laustriat ; VQ : Frédéric Paquet) : Thésée
- Mickey Rourke (VF : Michel Vigné ; VQ : Benoit Rousseau) : le Roi Hypérion
- Freida Pinto (VF : Véronique Volta ; VQ : Bianca Gervais) : l'oracle Phèdre
- Luke Evans (VF : Raphael Cohen ; VQ : Louis-Philippe Dandenault) : Zeus
- Stephen Dorff (VF : Jérémie Covillault ; VQ : Tristan Harvey) : Stavros
- John Hurt (VF : Bernard Tiphaine ; VQ : Vincent Davy) : le vieil homme
- Joseph Morgan (VF : Alexandre Guansé ; VQ : Alexis Lefebvre) : Lysandre
- Anne Day-Jones : Éthra
- Greg Bryk : le moine
- Alan Van Sprang : Darius
- Peter Stebbings (VF : Jean-Pierre Michael ; VQ : Jean-François Beaupré) : Hélios
- Daniel Sharman (VF : Antoine Lelandais) : Arès
- Isabel Lucas (VF : Olivia Luccioni) : Athéna
- Kellan Lutz (VF : Stéphane Pouplard) : Poséidon
- Steve Byers : Héraclès
- Stephen McHattie (VF : Patrick Osmond) : Cassandre
- Matthew G. Taylor : Mondragon (Garde du roi)
- Romano Orzari : Icare
- Corey Sevier (VF : Yoann Sover) : Apollon
- Conrad Pla (en) : Chef de la prison
- Neil Napier : Gardien de la bête
- Tyrone Benskin : Capitaine des hoplites
- Robert Naylor : Jeune Thésée
- Kaniehtiio Horn : Prêtresse

## Production

### Développement
Le film s'est d'abord appelé Dawn of War (L'Aube de la guerre) puis War of the Gods (La Guerre des dieux) avant de prendre le titre d’Immortals (Les Immortels)[réf. nécessaire].

### Tournage
Le tournage a entièrement été réalisé dans la Cité du Cinéma à Montréal, entre le 7 avril 2010 et le 18 juin 2010.